# Deutscher und Österreichischer Fechterbund
Der 1897 gegründete Deutsche und Österreichische Fechterbund (DÖFB) war die erste nationale Dachorganisation für Sportfechter im deutschsprachigen Raum. Von 1897 bis 1899 war er Ausrichter der deutschen Meisterschaften. Schon 1902 löste sich der Verband wieder auf. Erst 1911 entstand mit dem Deutschen Fechter-Bund eine Nachfolgeorganisation, die seitdem, nur unterbrochen durch die Zeit des Nationalsozialismus und des anschließenden Verbots des Sportfechtens in Nachkriegsdeutschland, für den Fechtsport in Deutschland verantwortlich ist. In Österreich wurde erst 1929 der heutige Österreichische Fechtverband gegründet.

## Etablierung eines Vereinswesens und Vorgeschichte des DÖFB

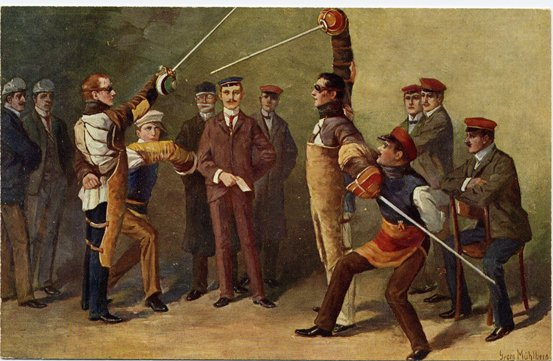
In Deutschland wurde Ende des 19. Jahrhunderts das damals noch in fester Mensur ausgeübte Fechten (s. Abbildung) modernisiert.

In der zweiten Hälfte des 19. Jahrhunderts entwickelte sich in Deutschland neben dem militärischen und studentischen Fechten das Sportfechten als eigenständige Disziplin. 1862 wurde mit dem Fechtclub Hannover von 1862 der erste deutsche Fechtverein gegründet, der allerdings noch stark vom militärischen Fechten geprägt war. Es folgten 1863 der Fechtclub Offenbach, 1865 der Fecht- und Turnklub Köln und 1873 der Fecht-Club Hermannia Frankfurt. Bis 1898 entstanden schließlich 27 Fechtvereine in Deutschland mit ungefähr 1300 Mitgliedern. Wettkampfwaffen waren zu dieser Zeit der schwere Säbel, „Schläger“ und Florett in fester Mensur. Erst später kamen der leichte Säbel und das Florett in loser Mensur hinzu: 1888 wurde auf dem ersten „Fechter-Kongress“ in Offenbach beschlossen, mit Florett und leichtem Säbel in loser Mensur zu fechten. Das hieß, dass im Gegensatz zum Fechten in fester Mensur, wie es im studentischen Fechten noch heute üblich ist, auch Beinbewegungen auf der Fechtbahn möglich waren. Unter Einfluss des Offenbachers Erckrath de Bary, des ersten Präsidenten des späteren Deutschen Fechter-Bundes, wurde des Weiteren die italienische Fechtschule eingeführt und italienische Fechtmeister in deutschen Fechtclubs angestellt. Diese Entscheidungen bedingten maßgeblich, das Sportfechten von den anderen Arten des Fechtens abzusetzen.
Am 2. Mai 1880 wurde mit dem Gauverband mittelrheinischer Fechtklubs erstmals ein regionaler Dachverband gegründet. Die Wettkämpfe dieses Verbandes konnten als erste Vorläufer nationaler Meisterschaften angesehen werden. Im Jahr 1887 fand in Mannheim das erste internationale Fechtturnier im Deutschen Reich statt an dem unter anderem auch Fechter aus Österreich teilnahmen. Auf Initiative des Wiener Fechtmeisters Hartl gründete sich im Anschluss ein Deutscher Fechterverband, dessen Aktivität sich auf eher nachrangige Aktivitäten wie gegenseitige Gratulationen auf Stiftungsfesten beschränkte. Ohne formal jemals aufgelöst worden zu sein, stellte der Verband seine Tätigkeit jedoch anscheinend bald wieder ein. Am 23. September 1896 gab es in Berlin einen ersten Versuch, nationale deutsche Meisterschaften auszutragen, an denen jedoch hauptsächlich Fechter aus dem Rheinland und Berlin teilnahmen. Mit dem amerikanischen Konsul Edward Breck war der erste Deutsche Meister im Florett ein US-amerikanischer Staatsbürger. Bei den im selben Jahr stattfindenden ersten olympischen Spielen der Neuzeit belegte der Deutschösterreicher Adolf Schmal im Florettwettbewerb den vierten Platz, es gab jedoch keinen einzigen reichsdeutschen Teilnehmer.
Während es in Österreich, wo das Sportfechten vor allem in Wien in Armee und Vereinen verbreiteter war als im Deutschen Reich, in den 1880er-Jahren noch weitere Versuche einer Verbandsgründung oder der Zusammenarbeit einzelner Clubs gab, wurde im Deutschen Reich erst nach den ersten deutschen Meisterschaften 1896 die Bildung eines Allgemeinen Fechtverbandes angestrebt. Zu diesem Zweck wurde im November ein Vorbereitungskomitee gegründet. Ihm gehörten ausschließlich Reichsdeutsche an, obwohl auch die österreichdeutschen Fechter im Verband vertreten sein sollten. Mitglieder waren unter anderem der erste deutsche Meister Edward Breck und Willibald Gebhardt, der später der erste Vorsitzende des neuen Verbandes werden sollte. Das Komitee erarbeitete einen Entwurf für die Verbandsstatuten und lud alle interessierten österreichischen und reichsdeutschen Vereine am 7. März 1897 zur Gründung des Deutschen Fechterbundes nach Berlin.

## Der DÖFB 1897–1902

### Anfangsjahre

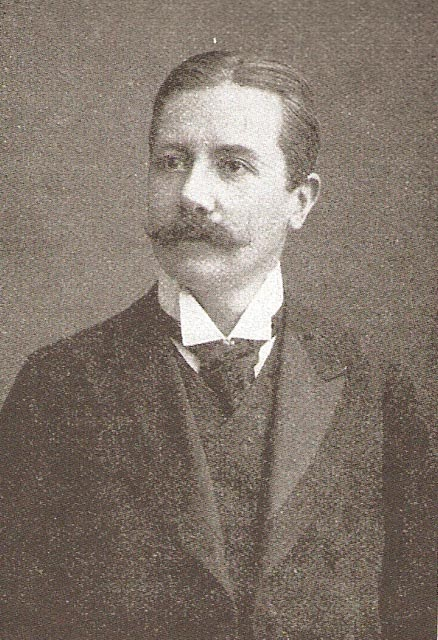
Willibald Gebhardt, der erste Vorsitzende des Deutschen und Österreichischen Fechterbundes

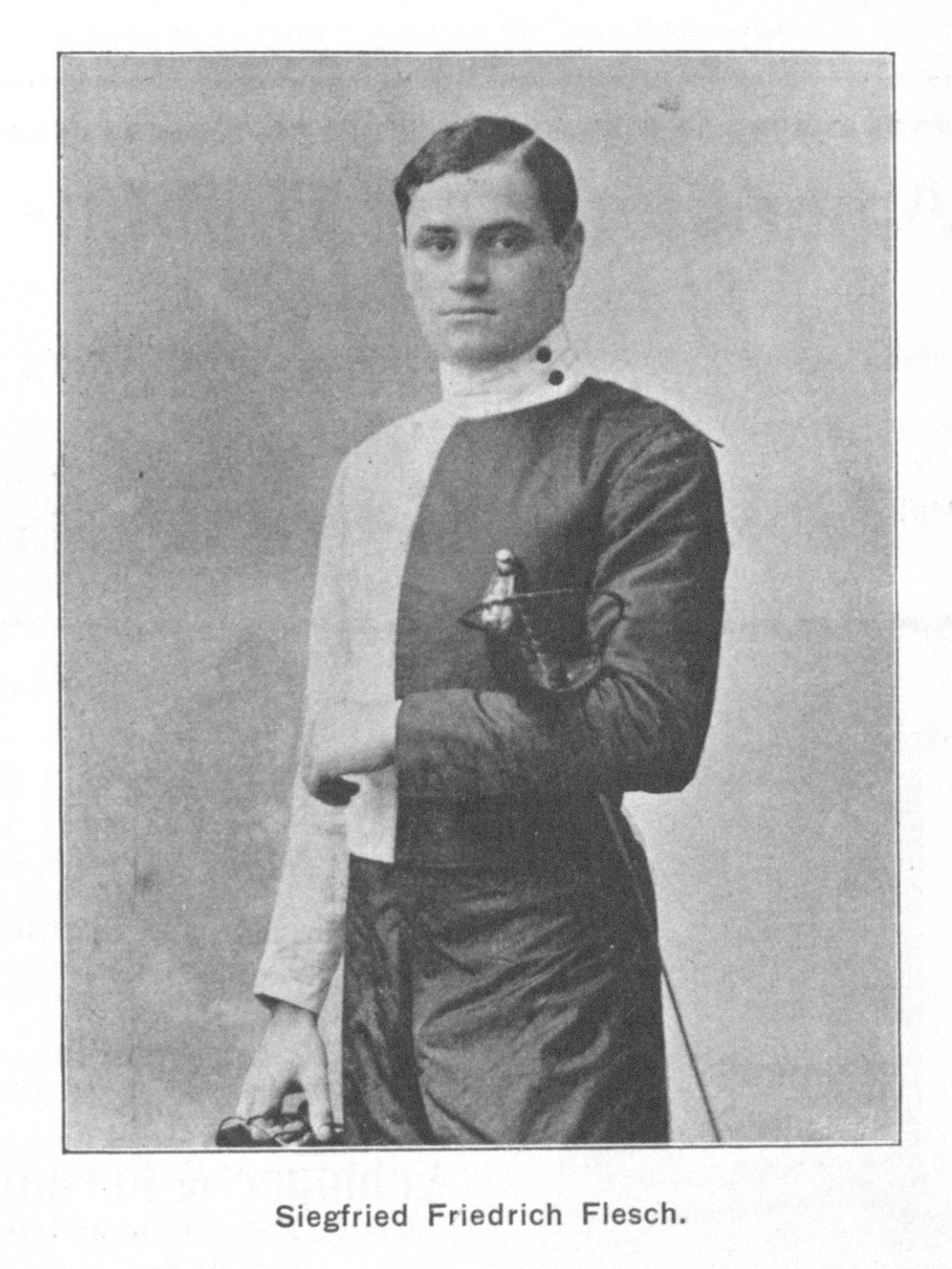
Bei den olympischen Spielen 1900 nahmen erstmals deutsche Fechter teil, sie schieden jedoch früh aus. Die erfolgreichsten österreichischen Fechter Flesch (Bild) und Neralić gewannen jeweils eine Bronzemedaille.

Vom 6. bis 7. März 1897 fand schließlich ein Fechtertag in Berlin statt, an dem der anfangs Deutscher Fechterbund  genannte Verband gegründet wurde. Es nahmen 29 Vereine und elf Einzelpersonen teil, die insgesamt 1381 Fechter vertraten. Stimmenstärkster Teilnehmer war Franz Vogel vom Gauverband mittelrheinischer Fechtclubs, der insgesamt 76 der 164 Delegiertenstimmen vertrat. Franz Vistini, der Vertreter der deutschnationalen Vereine aus Österreich, war mit 22 Stimmen der zweitstimmstärkste Abgeordnete. Der Verbandsgründung folgten lange Beratungen über die Satzung. Eine strittige Frage war die von Vistini beantragte Einfügung eines Arierparagraphen in die Satzung, der Juden ausdrücklich vom Deutschen Fechterbund ausgeschlossen hätte. Der Antrag wurde in mehreren Reden ablehnend beurteilt, da der neue Verband auf rein sportlicher Basis errichtet werden sollte, und schließlich nicht angenommen. Willibald Gebhardt versicherte jedoch, dass der neue Verband der Gründung eines „auf deutschvölkischer Grundlage“ errichteten Gauverbandes in Österreich keine Einwände erheben würde. Eine weitere strittige Frage war der Name des Verbandes, der schließlich – auch mit Unterstützung der österreichisch-deutschnationalen Vereine – auf Deutscher Fechterbund festgelegt wurde.
Zum Vorsitzenden des DÖFB wurde Willibald Gebhardt gewählt. Die Forderung nach einem Arierparagraphen hinderte die Delegierten nicht, mit dem Amerikaner Edward Breck einen Ausländer als Fechtwart zu berufen. Dem Vorstand gehörten ausschließlich reichsdeutsche Mitglieder an, nur in der technischen Kommission waren mit Johann Hartl und Hans Kufahl zwei Österreicher vertreten. Sitz des Verbandes wurde Berlin, die in Wien von Hartl herausgegebenen „Internationalen Fechtsport-Nachrichten“ wurden als Bundesorgan bestimmt.
Schon vom 5. bis 7. Juni 1897 fand in Berlin die erste vom neugegründeten Verband organisierte Deutsche Meisterschaft, das sogenannte Bundesturnier, statt. Neben den international üblichen Waffen Degen, Florett und leichtem Säbel in loser Mensur wurden auch Wettbewerbe mit dem schweren (oder „deutschen“) Säbel sowie ein Wettbewerb mit Florett in fester Mensur ausgetragen. Schirmherr war Albrecht zu Schleswig-Holstein, der Vizepräsident des Deutschen Komitees für die Olympischen Spiele in Athen.
Auf Antrag des Wiener Fechtclubs Haudegen wurde beim zweiten Fechtertag vom 5. bis 7. Juni 1897 in Dresden der Name in Deutscher und Österreichischer Fechterbund geändert. Damit sollte die gleichberechtigte Partnerschaft Österreichs unterstrichen und weitere österreichische Vereine zum Beitritt bewegt werden. Erstmals wurden auch drei Österreicher in den Vorstand gewählt. Nach dem Dresdner Fechtertag traten auch tatsächlich weitere österreichische Vereine in den DÖFB ein. Ende 1897 gehörten ihm etwa 2000 Fechter an, 400 davon aus Österreich. In Österreich und Norddeutschland wurde die Gründung eigener Gauverbände nach Vorbild des Gauverbandes Mittelrheinischer Fechtclubs geplant, auch deutschschweizer Fechter standen mit dem Vorstand in Beitrittsverhandlungen. Beim vom 13. bis 15. November 1898 in Wien ausgetragenen zweite Bundesturnier traten zum ersten Mal reichsdeutsche Fechter bei einem Turnier in Österreich an. Während die Österreichdeutschen in den Disziplinen Florett und Degen dominierten, konnten die reichsdeutschen Fechter die international unüblichen Wettbewerbe im Florett in fester Mensur und mit dem schweren Säbel für sich entscheiden.

### Späte Jahre und Auflösung des Bundes
Im Jahr 1898 fand im Rahmen der deutschen Meisterschaft am 15. November der dritte deutsche Fechtertag statt. Es wurde eine Beteiligung des DÖFB an den Olympischen Spielen 1900 in Paris beschlossen. Des Weiteren wurde ein Antrag zur Einführung eines Arierparagraphen in die Satzung erneut abgelehnt. Diese beiden Beschlüsse führten dazu, dass mehrere deutschnationale Fechtvereine aus Österreich den DÖFB verließen. Trotzdem stieg der österreichische Einfluss innerhalb des DÖFB weiter. Camillo Müller, der gerade beim Bundesturnier die Doppelmeisterschaft mit Florett und Säbel gewinnen konnte, löste 1899 Willibald Gebhardt als ersten Vorsitzenden ab, Hans Kuhfal wurde Schriftführer. Die Mehrheit der technischen Kommission, die unter anderem das Regelwerk für das nächste Bundesturnier aufstellte, war ebenfalls mit Österreichern besetzt. In der Folge wurden die als „ganz und gar unsportlich“ angesehenen Wettbewerbe im Florett in fester Mensur und schwerem Säbel aus dem Programm der deutschen Meisterschaften gestrichen.
Es folgten weitere Meisterschaften 1899 in Dresden, die vollständig von Wiener Fechtern dominiert wurden. Nach dem Dresdner Bundesturnier gab es längere, öffentlich ausgetragene Auseinandersetzungen zwischen den bei den Dresdner Meisterschaften erfolgreichen Anhängern der italienischen Fechtschule und Vertretern der traditionelleren, deutsch-französisch oder deutsch-österreichisch genannten, Fechtweise. Beim ebenfalls in Dresden abgehaltenen vierten Fechtertag wurden wieder größtenteils Österreicher in den Vorstand gewählt. Der Gauverband Mittelrheinischer Fechtclubs nahm jedoch nicht mehr am Fechtertag teil, es nahmen nur Vertreter von Vereinen aus Berlin, Dresden, Leipzig, Prag und Wien sowie mehrere Einzelfechter teil.
Im Jahr 1900 fielen die Deutschen Meisterschaften wegen der Olympischen Spiele in Paris im selben Jahr aus. Erstmals nahm dafür ein Fechter aus dem Deutschen Reich an olympischen Spielen teil. Seitens des DÖFB wurde Alfons Schöne (Säbel) als deutscher Athlet nach Paris geschickt. Er schied jedoch schon früh aus. Die österreichischen Fechter (Rudolf Brosch, Heinrich Rischtoff und van der Stoppen im Florett, Fritz Flesch, Heinrich Tenner, Camillo Müller und Harstein im Säbelwettbewerb, sowie Milan Neralić und Lajos Horváth im Säbelwettbewerb für Fechtmeister) waren erfolgreicher. Flesch und Neralić konnten sogar jeweils die Bronzemedaille in ihrer Disziplin gewinnen.
Nach den olympischen Spielen fand im November schließlich der letzte Fechtertag des DÖFB statt, in der Müller als Vorsitzender bestätigt wurde. Zu diesem Zeitpunkt wurde dem Verband laut Allgemeiner Sport-Zeitung schon von einigen Seiten ein baldiges Ende prognostiziert, auch wenn die Verantwortlichen noch zuversichtlich waren den Verband vor allem in Deutschland fester zu verankern. Das nächste Bundesturnier sollte im März oder April 1901 in Wien stattfinden. Noch im Februar 1901 wurden auf Anregung von Willibald Gebhardt mit überschüssigen Mitteln der Olympischen Spiele 1900 vier Weltausstellungspreise gestiftet, mit denen Wanderpokale für nationale Meisterschaften finanziert werden sollten. Unter den Preisträgern befand sich auch die deutsche Abteilung des DÖFB. Ob wirklich eine Trophäe mit dem Preisgeld beschafft wurde, ist nicht bekannt, in jedem Fall fand die Meisterschaft von 1901 nicht mehr statt. Mehrere Vereine aus Berlin, Hannover und Prag traten aus dem Bund aus. Im November 1901 trat Camillo Müller als Vorsitzender, der inzwischen laut der Allgemeinen Sport-Zeitung nur noch repräsentative Funktion hatte, zurück. Im Januar 1902 wurde in der Allgemeinen Sport-Zeitung für denselben Monat das Ende des DÖFB angekündigt, am 16. Januar beschlossen die österreichischen Vereine bei einem Treffen in Wien geschlossen den Austritt, womit der Bund endgültig zu bestehen aufhörte.

## Nachwirkungen
Nach der Auflösung des DÖFB wurde die Organisation des Fechtens im Deutschen Reich wieder vom Gauverband mittelrheinischer Fechtklubs unter Leitung von Erckrath de Bary übernommen, der bis zur Gründung des Deutschen Fechter-Bundes fast alle Reisen auf internationale Turniere organisierte. Bei den Olympischen Zwischenspielen 1906 gewann Gustav Casmir die ersten olympischen Medaillen für das Deutsche Reich. Auf Betreiben des FC Offenbach wurde November 1911 in einem Rundschreiben zur Gründung eines neuen Verbandes aufgerufen. Noch im selben Jahr, am 17. Dezember 1911 wurde in Frankfurt am Main der Deutsche Fechter-Bund gegründet, dem bis 1913 14 Clubs beitraten, 1925 waren es schon 37 Clubs mit über 1200 Mitgliedern. Eine Verbindung mit österreichischen Fechtorganisationen wurde nach den schlechten Erfahrungen mit dem DÖFB ausdrücklich ausgeschlossen. Der Deutsche Fechter-Bund richtete 1913 seine ersten deutschen Meisterschaften aus und besteht nach seiner Neugründung 1949 bis heute.
In Österreich wurde der Fechtsport nach Auflösung des DÖFB von der 1904 von Luigi Barbasetti gegründeten Akademie der Fechtkunst vertreten. Der Streit um den Amateurstatus der in ihr vertretenen Fechter führte jedoch zu einem Konflikt mit der Fédération Internationale d’Escrime, sodass 1929 der Österreichische Fechtverband gegründet wurde.